# Araneus anatipes
Araneus anatipes este o specie de păianjeni din genul Araneus, familia Araneidae. A fost descrisă pentru prima dată de Keyserling, 1887.
Este endemică în Queensland. Conform Catalogue of Life specia Araneus anatipes nu are subspecii cunoscute.